# Чакско пекари
Чакското пекари (Catagonus wagneri) първоначално се считало за изчезнал вид от семейство пекариеви (Tayassuidae), познат на науката само от фосилни материали, но през 1975 г. е преоткрито в района Чако (Парагвай).